# Кірхвайдах
Кірхвайдах (нім. Kirchweidach) — громада в Німеччині, розташована в землі Баварія. Підпорядковується адміністративному округу Верхня Баварія. Входить до складу району Альтеттінг. Центр об'єднання громад Кірхвайдах.
Площа — 20,16 км2. Населення становить 2619 ос. (станом на 31 грудня 2020).

## Галерея

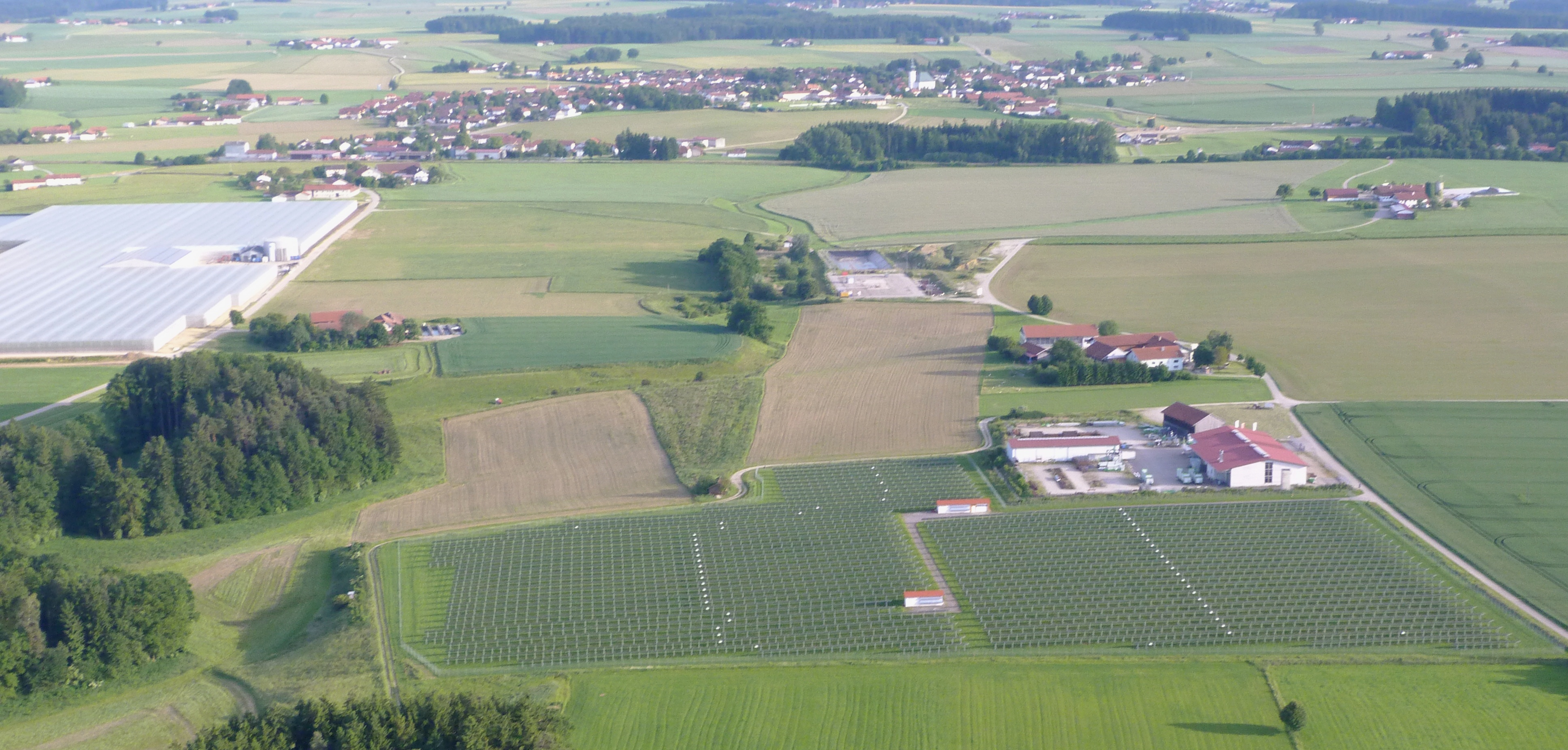
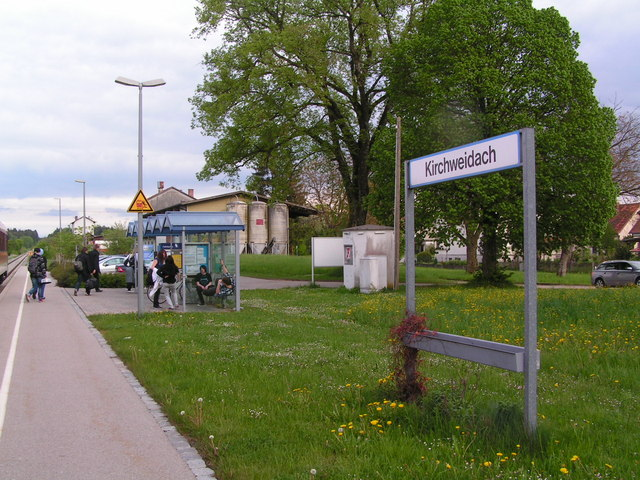